# Lauren Hewett
Lauren Hewett (ur. 8 stycznia 1981 w Sydney) – australijska aktorka. Znana z gry w produkcjach dla młodzieży. Wcielała się w rolę Mery w Dziewczynie z Oceanu, Kathy Morgan w W krainie Władcy Smoków i Lary Ritchie w Odgłosach burzy.

## Życiorys
Lauren Hewett została dwukrotnie wyróżniona przez Australijski Instytut Filmowy. Po raz pierwszy w 1991 roku za rolę Samanthy w filmie telewizyjnym Act of Necessity. Po raz drugi w 1993 roku za rolę X w serialu telewizyjnym Halfway Across the Galaxy and Turn Left.

## Filmografia
- 1991: Act of Necessity
- 1991: The Miraculous Mellops
- 1992: Kideo
- 1992: The Miraculous Mellops 2
- 1992: Roztańczony buntownik
- 1993–1994: Halfway Across the Galaxy and Turn Left
- 1995: Tajna misja
- 1995–1997: Dziewczyna z oceanu
- 1997: W krainie Władcy Smoków
- 1998: Odgłosy burzy
- 1999: Błąd 2000
- 2001: Cubbyhouse